# Bernard Combes de Patris
Pour les articles homonymes, voir Patris.
Bernard Combes de Patris (né le 15 septembre 1884 à Rodez où il est mort le 26 mars 1965) est un historien, auteur de plusieurs essais et de biographies sur des personnalités historiques.

## Biographie
Il est le fils de Charles Combes de Patris (1857-1941), avocat, bâtonnier des avocats de Rodez, et de Julienne Viala (1861 - 1929). C'est lui qui a ajouté le nom de sa mère Valérie de Patris (1828-1907) à celle de son père Théodore Combes (1817-1965).
Il est président de la Société des lettres, sciences et arts de l'Aveyron de 1953 à 1965.

## Publications
- L'esprit financier des Girondins, 1909, in-8°.
- Un économiste ignoré, l'abbé Raynal, éditions Auguste Picard, 1912, in-8°.
- « La sociologie de Proudhon », in Revue des Sciences politiques, volume XXVII, page 539, Paris, 1912
- Un grand mystère judiciaire: l'Affaire Fualdès: d'après des documents inédits, Paris, Émile-Paul Ffrères éditeurs, 1914
- Un prélat d'Ancien Régime. Jérôme-Marie Champion de Cicé, évêque de Rodez, 1770-1771, d'après sa correspondance inédite.
- Une muse romantique. Pauline de Flaugergues (1799-1878) et son œuvre. Rodez, éditions Pierre Carrère, 1927
- Des gardes françaises à la Convention. Valady (1766-1793), Paris, Boccard, 1930
- Un homme d'État de la Restauration. Le comte de Serre (1776-1824) d'après sa correspondance et des documents inédits, Paris, éditions Auguste Picard, 1932, 277 pages, prix Thérouanne de l'Académie française.
- Que veut Hitler? D'après la traduction de son œuvre par le colonel Chappat, éditions Babut, 1932,
- Anthologie des écrivains du Rouergue, Rodez, éditions Pierre Carrère, 1935, 288 pages.
- « Les chevaliers de la Foi et le complot de Rodez », Revue du Rouergue, tome 5, no 4, 1951, pages 417 et 418.
- Le Centenaire d'Eugène Viala, avec Jacques Bousquet, Paul Ramadier, 1959
- La Société de Saint-Vincent de Paul en Rouergue. Préface de son excellence monseigneur Ménard, Rodez, éditions Pierre Carrère, 1960, 55 p.
- Les Châteaux de l'ancien Rouergue, volume 3, avec Pierre-Christian d'Yzarn de Feeissinet de Valady, Rodez, Pierre Carrère, 1960

Recueil d'articles biographiques
- En Rouergue. 1re série. Pages de critique et d'histoire, Rodez, éditions Pierre Carrère, 1925, 344 p.
- En Rouergue. 2e série.
- En Rouergue. 3e série. 1969, 334 pages. REYNES-MONLAUR - Emma Calvé - Jean Gazave - Denys Puech - Charles de Pomairols - JEAN GAZAVE - Chanoine TOUZERY - FERNAND VERNHES - Monseigneur CHAILLOL - HENRY MOISSET - CASIMIR SERPANTIE - DOCTEUR AYRIGNAC - Général de Castelnau - HENRI BUSQUET - Général CLAVEAU - Émile Galtier - JULES ARTIERES - ANDRE DELACOUR - FRANCIS CARCO - MARC ROBERT - TRISTAN RICHARD, etc.